# Austins
Austins is een warenhuis in Newton Abbot in Devon in het zuidwesten van Engeland. Het warenhuis werd opgericht in 1924 door Robert Austin en het is verdeeld over vier gebouwen. Het is het enige van vijf warenhuizen van Newton Abbot dat anno 2022 nog bestaat. 

## Geschiedenis
Robert Austin verhuisde in 1924 zijn textielwinkel van Essex naar Newton Abbot op zoek naar een betere locatie voor zijn handel. De winkel in Newton Abbot aan Courtenay Street 6 werd geopend op 1 maart 1924 en werd bemand door de eigenaren en drie assistenten. De winkel had slechts een golfplaten dak. In de jaren 1920 en 1930 groeide de winkel snel. Enkele maanden voordat de oorlog in 1939 uitbrak, kocht Robert enorme voorraden verduisterende voering omdat hij er zeker van was dat er luchtaanvallen zouden komen. In een mum van tijd was de voorraad uitverkocht en moesten nieuwe voorraden verduisterende voering worden besteld.  
Charles nam het bedrijf over toen zijn vader in 1951 stierf en realiseerde al snel zijn visie om van de winkel een "doorloop"-warenhuis te maken, in de stijl van Selfridges in Londen, waar klanten door één deur  binnenkomen, de hele winkel doorlopen en aan de andere kant weer naar buiten gaan. In 1954 breidde de oorspronkelijke winkel voor het eerst uit nadat het dak van de naastgelegen tapijtwinkel instortte door sneeuw en de eigenaren besloten te verkopen.
Verdere uitbreiding volgde eind jaren 1960 en 1970. In 1970 verdubbelde de verkoopoppervlakte van de winkel en werd het Pine Room Restaurant geopend. Het bedrijf bleef groeien en kocht waar mogelijk de aangrenzende panden. 
David en zijn zus Mary raakten in de jaren 80 bij het bedrijf betrokken. De grootste sprong kwam in 1988 toen Mohamed al-Fayed de House of Fraser-groep kocht en besloot om de Dingles-vestiging in Newton Abbot op te heffen. Hiermee verdween het laatste concurrerende warenhuis in de stad. Austins handelde snel door hun klanten, concessies voor cosmetica- en modemerken en personeel over te nemen. In 1989 was de omzet daardoor met 50 % gestegen.
Begin jaren 1990 kocht de familie Austin het monumentale 19e-eeuwse pand van het voormalige Globe Hotel, tegenover het hoofdwarenhuis, waar het in 1992 een nieuwe winkel opende met kookartikelen en woontextiel. In 1996 werd een speelgoedafdeling geopend in de Wolborough Street en in 1999 een meubelafdeling in het voormalige pand van meubelzaak Courts in de Wolborough Street, tegenover de speelgoedwinkel. Eind 2015 kocht Austins het hoekpand waar de bank Santander was gehuisvest. Austins probeerde al meer dan 35 jaar het pand te verkrijgen om de winkel uit te breiden. In november 2015 werd de uitbreiding geopend.
Anno 2022 is Austins een trekker voor het centrum met een totale oppervlakte van ruim 5.500 m² in de vier gebouwen. Het bedrijf is nog altijd in handen van de familie Austin en wordt geleid door de David Austin, de kleinzoon van oprichter Robert Austin.